# Карни, Патрик
Патрик Карни (англ. Patrick Carney, 15 апреля 1980 года, Акрон, Огайо, США) — американский музыкант, вокалист, ударник, участник блюз-рок дуэта The Black Keys из Огайо.

## Детство
Родители Патрика развелись когда ему было 8 лет, он часть времени жил со своей матерью (Mary Stormer), и часть времени со своим отцом (Jim Carney), который переехал в другой район на западе Акрона, Огайо. Дэн Ауэрбах так же жил в этом районе, но они не стали друзьями до школы. Будучи подростком Карни был под влиянием таких групп как: Pavement, Captain Beefheart, Devo.

## Музыкальная карьера
В 2001 году вместе с Дэном Ауэрбахом сформировали группу The Black Keys, выпустив дебютный альбом The Big Come Up меньше, чем через год. За ним последовали Thickfreakness в апреле 2003 года, и Rubber Factory в 2004 году. Четвёртый альбом группы (Magic Potion) был выпущен в 2006 году. Позже группа выпустила такие альбомы как: Attack & Release, Blakroc, Brothers, El Camino и Turn Blue. Некоторые издания, например Rolling Stone и Time, признали El Camino лучшим альбомом года.

## Личная жизнь
С 20 апреля 2019 года Патрик женат на певице Мишель Бранч, с которой он встречался 4 года до их свадьбы. У супругов двое детей — сын Риз Джеймс Карни (род. 28.08.2018) и дочь Уилли Жакет Карни (род. 02.02.2022).